# Szvistov
Szvistov város (Свищов) Bulgária északi részén, a Duna jobb partján. 2004 végén 33 197 lakosa volt.

## Története
A város közelében állt Novae római légió-település. A 6. században I. Justinianus bizánci császár idején virágzott, majd a két bolgár birodalom idejéről nem nagyon maradt fenn adat. A török időkben ismét fontos kikötőváros lett. 1791. augusztus 4-én itt kötötték meg a szisztovói békeszerződést az Oszmán Birodalom és Ausztria között. 1877-ben, az orosz–török háború során itt kelt át az orosz hadsereg a Dunán.

## Látnivalók
- Szv. Dimitár-templom, 1640
- Szv. Petár i Pavel-templom, 1644
- Óratorony (Szahat-kula), 1763
- Szv. Preobrazsenie-templom, 1836
- Szv. Troica-templom, 1867

## Külső hivatkozások
- A város honlapja (bg, de, en, fr)

1. ↑  https://www.grao.bg/tna/t41nm-15-03-2024_2.txt